# Айкаван (Ширак)
Айкава́н (арм. Հայկավան) — село в Армении, в Ширакской области. До 07.12.1945 года наименование — Баджогли.

## География
Община села Айкаван Ширакской области, находится на северо-западе страны.

## Экономика
Население занимается скотоводством и земледелием.